# کره جنوبی در المپیک تابستانی ۱۹۸۴
کره جنوبی در بازی‌های المپیک تابستانی ۱۹۸۴ که در شهر لس آنجلس ایالات متحده آمریکا برگزار شد، کاروان کره جنوبی با ۱۷۵ ورزشکار در این رقابت‌ها شرکت کرد و موفق به کسب ۱۹ مدال (۶ طلا، ۶ نقره، ۷ برنز) شد. در جدول رتبه‌بندی توزیع مدال‌ها، کره جنوبی در ردهٔ ۱۰ مسابقات قرار گرفت.